# Зернистість (фотографія)

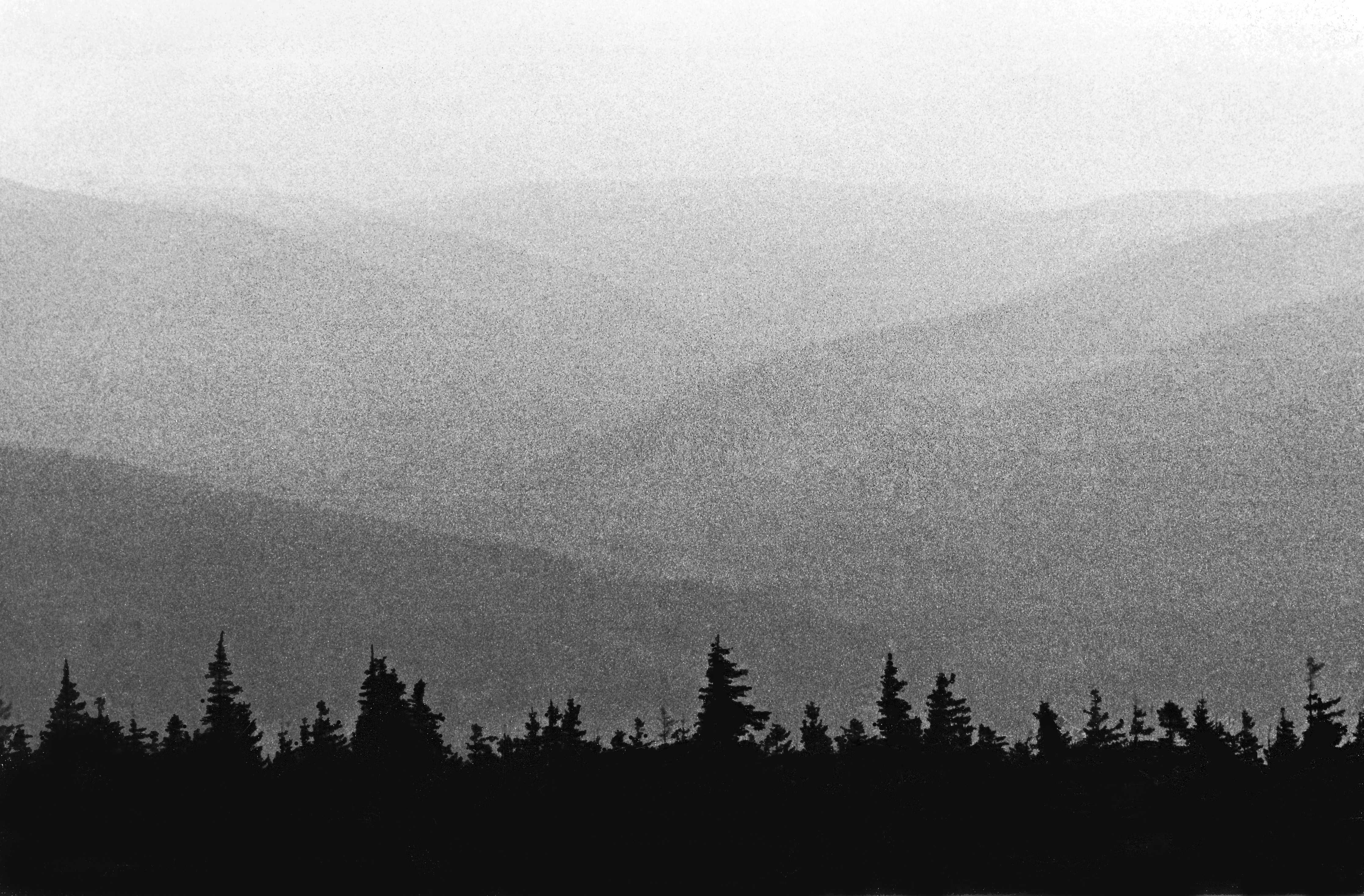

Зернистість (у фотографії) — неоднорідність почорніння фотографічного матеріалу. Зернистість обумовлена різницею розмірів частинок срібла («зерен») в проявленому фотографічному шарі.
Також розрізняють мікрозернистість (первинну структуру почорніння), яку можна спостерігати при збільшенні в 100—1000 крат, і зернистість фотографічну (макрозернистість), яку також називають гранулярністю, помітну при збільшенні уже в 5-30 разів.
У цифровій фотографії є аналогічний термін — цифровий шум. Ним позначають надмірність відеошумів на кінцевому зображенні. Ефект проявляється у вигляді різнокольорових точок, хаотично розкиданих по всьому знімку. Сучасні цифрові фотоапарати мають функцію приглушення шуму, однак в умовах поганого освітлення (дуже критично для матриці фотоелементів, яка й робить знімок), шум часто можна спостерігати.
Зернистість та шум помітніші на високих значеннях чутливості плівки чи сенсора, тривалості експозиції.